# Fulcran Vigouroux
Fulcran Grégoire Vigouroux PSS (* 13. Februar 1837 in Nant; † 21. Februar 1915 in Issy-les-Moulineaux) war römisch-katholischer Priester und Professor für Philosophie sowie Exegese. Er diente als erster Sekretär in der neugegründeten Päpstlichen Bibelkommission.

## Leben
Fulcran Grégoire Vigouroux wurde am 13. Februar 1837 in bescheidene Verhältnisse einer Nanter Familie hineingeboren. Erst im Alter von fünfzehn Jahren trat er in das örtliche Collège ein, gelangte in der Folge jedoch über das Grand Séminaire von Rodez in das Priesterseminar von Saint-Sulpice in Paris.
Nach seiner Priesterweihe am 21. Dezember 1861 wurde er Mitglied der Sulpizianer und trat die Arbeit als Professor für Philosophie am Grand Séminaire von Autun an, bevor er 1864 an das Seminar von Issy wechselte.
1868 erhielt Fulcran Vigouroux einen Lehrauftrag für Studien der Heiligen Schrift in Paris. Zunächst lehrte er am Priesterseminar Saint-Sulpice und ab 1890 bis 1903 als Professor am Institut Catholique.
Seit Gründung der Päpstlichen Bibelkommission 1902 gehörte er dieser als Mitglied an und wirkte von 1903 bis 1913 als deren erster Sekretär. Den größten Teil seines Lebens verbrachte er seitdem in Rom, wo er an der Formulierung der von 1905 bis 1912 veröffentlichten Dekrete der Kommission mitwirkte.
Als er 1913 nach Frankreich zurückgekehrt war, erlitt er bald darauf eine teilweise Lähmung. Fulcran Vigouroux starb am 21. Februar 1915 in Issy.

## Wissenschaftliches Wirken
Das Hauptanliegen Fulcran Vigouroux’ war die wissenschaftliche Begründung der Glaubwürdigkeit der Bibel auch in geschichtlicher Hinsicht. Auf Vernunftgründen fußend strebte er die Argumente gegen die historische Zuverlässigkeit der Bibel, die von kritizistischen zeitgenössischen Denkern wie Ernest Renan vorgetragen wurden, zu widerlegen. Selbst von bewahrendem Naturell, war er jedoch offen für neue Strömungen in den Bibelwissenschaften. Seine große Gelehrsamkeit stellte er in den Dienst einer apologetischen Zielsetzung, überzeugt davon, dass der Fortschritt der Geschichtswissenschaften und der Archäologie die Angaben der biblischen Bücher bestätigen würden.
Diesen Anstrengungen, ein wechselseitig bestätigendes Verhältnis zwischen neueren wissenschaftlichen Erkenntnissen und den Daten der jüdisch-christlichen Bibel aufzuweisen, entsprangen Veröffentlichungen wie La Bible et les Découvertes modernes en Égypte et en Assyrie (1877, 6. vermehrte Auflage als La Bible et les découvertes modernes 1896) und Le Nouveau Testament et les Découvertes archéologiques modernes (1890).
Der allgemeinen Widerlegung der kritizistischen Denkweise, die zur Zurückweisung der Bibel als historisches Dokument führte, dienten unter anderen die Werke La Bible et la critique, réponse aux „Souvenirs d’enfance et de jeunesse“ de M. Renan (1883) und Les livres saints et la critique rationaliste : histoire et réfutation des objections des incrédules contre les saintes écritures (1886–1887).
Vigouroux’ Handbuch zur Bibel Manuel biblique ou cours d’Écriture Sainte à l’usage des séminaires : Ancien Testament (1878–1880, das Neue Testament wurde von Vigouroux’ Kollegen Nicolas Bacuez abgedeckt) erlebte zahlreiche Auflagen und wurde zu einem Klassiker in französischen Seminaren.
Neben der Wiederauflage der Bibel in der Übersetzung von Jean-Baptiste Glaire ist die wissenschaftliche herausgeberische Tätigkeit für das Bibelwörterbuch Dictionnaire de la Bible in fünf Bänden (1891–1912) und besonders der viersprachigen Ausgabe der Heiligen Schrift La Sainte Bible polyglotte auf Hebräisch, Griechisch, Latein und Französisch in acht Bänden (1900–1909) zu erwähnen.

## Lehre der päpstlichen Bibelkommission
Während Fulcran Vigouroux als Sekretär in der päpstlichen Bibelkommission arbeitete, veröffentlichte diese zwölf Dokumente – die letzten zehn davon an erster Stelle von Vigouroux gezeichnet – die in Frage-Antwort-Form gehalten waren und auf Zweifel bezüglich der richtigen Auslegung und Bewertung der Bibel eingingen.
Eine große thematische Bandbreite wurde behandelt. Beispielsweise wurde mit dem historisch-kritischen Zugeständnis, dass Mose schriftliche und mündliche Quellen benutzt und es spätere inspirierte Zusätze gegeben haben könne, die Autorschaft des Mose für die Tora bestätigt (De mosaica authentia Pentateuchi, 1906). Ebenso wurde festgehalten, dass es für hebräischkundige Menschen keinen Grund gebe, für das Buch Jesaja – dessen prophetische Zukunftsvoraussagen echt seien und nicht geleugnet werden dürften – mehrere Autoren anzunehmen (De libri Isaiae indole et auctore, 1908). Die sogenannten Davidpsalmen müssten – wie bereits die Überschriften einiger Einzelpsalmen durch die Angabe anderer Autoren nahelegten – keinesfalls durchgängig die historische Gestalt Davids zum Urheber haben (De auctoribus et de tempore compositionis Psalmorum, 1910).
Auch für das Neue Testament wurden Entscheidungen getroffen: Das vierte Evangelium stamme vom Lieblingsjünger und Apostel Johannes (De quarto evangelio, 1907) und es gebe keinen Grund, an der Tradition zu zweifeln, dass das Matthäus-Evangelium als erstes verfasst wurde und dies zunächst in nicht mehr vorhandener jüdisch-muttersprachlicher Form (Quaestiones de evangelio secundum Matthaeum, 1911). Die Zweiquellentheorie entspreche hingegen nicht den Grundsätzen katholischer Exegese (De quaestione synoptica, 1912, vgl. Quaestiones de evangeliis secundum Marcum et secundum Lucam, 1912).
Ein besonderes Dokument wurde der historischen Zuverlässigkeit der ersten drei Kapitel des ersten Buches Mose gewidmet. Diejenigen Theorien, welche den wörtlichen, historischen Sinn unter dem Anschein der Wissenschaftlichkeit ausschließen wollten, stünden auf keiner festen Grundlage. Der buchstäbliche historische Sinn einiger in diesen Kapiteln berichteter Tatsachen, welche die Grundlagen der christlichen Religion berührten, dürfte nicht in Zweifel gezogen werden, etwa die besondere Erschaffung Adams und Evas, des ersten Menschenpaares, ihre ursprüngliche Glückseligkeit im Stand der Gerechtigkeit, Unversehrtheit und Unsterblichkeit, die Übertretung des von Gott gegebenen Gebots auf Anraten Satans in Gestalt einer Schlange, die Vertreibung der Stammeltern aus dem ursprünglichen Stand der Unschuld und die Verheißung eines künftigen Wiederherstellers (De charactere historico trium priorum capitum Geneseos, 1909).

## Nachwirken
Pius X. bestätigte die Verbindlichkeit der Dokumente, an denen Vigouroux mitgearbeitet hatte (Motu proprio Praestantia Scripturae, 1907). Einem Großteil der gegenwärtigen katholischen Exegeten gelten jedoch die Meinungen, welche Fulcran Vigouroux als Mitglied der päpstlichen Bibelkommission vertrat, in einigen Fällen als überholt.
Laut Albert Strobel ist es Fulcran Vigouroux’ „Hauptverdienst, daß er wie kein anderer das Studium der Schrift im kath. Raum erneuerte u. ihm einen breiteren Raum im Stud.-Programm der Seminare verschaffte.“

## Schriften
Monographien
- La Bible et les Découvertes modernes en Égypte et en Assyrie, zwei Bände, Paris 1877, 6., vermehrte Auflage als La Bible et les découvertes modernes, vier Bände, Paris 1896.
- Manuel biblique ou cours d’Écriture Sainte à l’usage des séminaires : Ancien Testament, Paris 1878–1880.
- La Bible et la critique, réponse aux « Souvenirs d’enfance et de jeunesse » de M. Renan, Paris 1883.
- Les livres saints et la critique rationaliste : histoire et réfutation des objections des incrédules contre les saintes écritures, Paris 1886–1887.
- Le Nouveau Testament et les Découvertes archéologiques modernes, Paris 1890.

Herausgegebene Schriften
- La Sainte Bible selon la Vulgate, trad. en français, avec des notes, par l’abbé J.-B. Glaire, avec introductions, notes complémentaires et appendices par F. Vigouroux, 3. Auflage, Paris 1889–1890.
- Dictionnaire de la Bible, fünf Bände, Paris 1891–1912.
- La sainte Bible polyglotte, contenant le texte hébreu original, le texte grec des Septante, le texte latin de la Vulgate et la traduction française : avec les différences de l’hébreu, des septante et de la vulgate ; des introductions, des notes, des cartes et des illustrations, acht Bände, Paris 1900–1909.

Texte der päpstlichen Bibelkommission unter Mitarbeit Fulcran Vigouroux’
- Circa citationes implicitas in S. Scriptura contentas, Über die impliziten Zitate in der Hl. Schrift (13. Februar 1905), ASS 37 (1904–1905) 666.
- De narrationibus specietenus tantum historicis, Nur scheinbar historische Erzählungen (23. Juni 1905), ASS 38 (1905–1906) 124.
- De mosaica authentia Pentateuchi, Über die mosaische Authentizität des Pentateuch (27. Juni 1906), ASS 39 (1906) 377.
- De quarto evangelio, Autor und historische Wahrheit des 4. Evangeliums (29. Mai 1907), ASS 40 (1907) 383.
- De libri Isaiae indole et auctore, Wesen und Autor des Buches Jesaja (28. Juni 1908), ASS 41 (1908) 613.
- De organo officiali Pontificiae Commissionis de re biblica, Das offizielle Organ der Päpstlichen Bibelkommission (15. Februar 1909), AAS 1 (1909) 241.
- De charactere historico trium priorum capitum Geneseos, Zum historischen Charakter der ersten drei Kapitel der Genesis (30. Juni 1909), AAS 1 (1909) 567–569.
- De auctoribus et de tempore compositionis Psalmorum, Autoren und Entstehungszeit der Psalmen (1. Mai 1910), AAS 2 (1910) 354.
- De examinibus coram Pontificia Commissione Biblica subeundis, Akademische Prüfungen vor der Päpstlichen Bibelkommission (24. Mai 1911), AAS 3 (1911) 47–50.
- Quaestiones de evangelio secundum Matthaeum, Über das Evangelium nach Matthäus (19. Juni 1911), AAS 3 (1911) 294-296.
- Quaestiones de evangeliis secundum Marcum et secundum Lucam, Über die Evangelien nach Markus und Lukas (26. Juni 1912), AAS 4 (1912) 463–465.
- De quaestione synoptica, Über die synoptische Frage (26. Juni 1912), AAS 4 (1912) 465.